# جون موراي (لاعب كريكت)
جون موراي (1 أبريل 1935 في المملكة المتحدة - 24 يوليو 2018) (بالإنجليزية: John Murray)‏ هو لاعب كريكت بريطاني. شارك مع منتخب إنجلترا للكريكت.

## وصلات خارجية
- جون موراي على موقع إي آس بي آن كريك إنفو (الإنجليزية)